# Zlatá bula ulmská
Zlatá bula ulmská byla listina vydaná českému králi Přemyslu Otakaru I. císařem Fridrichem II. dne 26. července 1216.
Obecně se má za to, že zde šlo o prosazení dědičnosti českého království ve vládnoucím rodě Přemyslovců, ale to je mírně sporné. Již Zlatá bula sicilská se zmiňuje jak o „následovnících“, tak přímo o „dědicích“, a proto Přemysl Otakar I. neměl tedy zřejmě důvod toto „více rozviřovat“ dalšími zásahy. Ač se dnes často diskutuje o tom, že Zlatá bula sicilská zakotvovala volitelnost českých králů, tak v praxi se tato myšlenka nikdy neprosadila. Když se argumentovalo proti myšlence na volitelnost českých králů, dělo se tak opět (i) s odkazováním na Zlatou bulu sicilskou, navíc tendence k zavedení volitelnosti krále vyvolaly nakonec značný odpor. Snaha o prosazení volitelnosti krále pak vyvrcholila stavovským povstáním v letech 1618–1620. Tehdy se česká společnost rozdělila na loajalistickou část stojící za vládnoucí dynastií a část rebelantskou, která požadovala volitelného krále, státní samostatnost a potlačení práv měst. Jednání stavovských vzbouřenců bylo v rozporu ovšem i s dokumenty, které stály na počátku faktického mezinárodního uznání českého státu, mezi nimiž byla právě i Zlatá bula ulmská.
Vydání buly předcházel akt potvrzení, resp. deklarace syna Přemysla Otakara I. za českého krále Václava I. Důležité bylo, že tento akt (který je někdy vykládán jako volba, jindy je jeho charakter jakožto volby, popírán) podpořil i bratr Přemysla Otakara I. a strýc Václava I. markrabě moravský Vladislav Jindřich. Jak silně se proměnilo postavení Českého království na mocenské šachovnici Evropy dokazuje to, že následně byl k císaři vyslán toliko posel, a to arcijáhen bílinský Beneš. Jeho úkolem bylo Fridrichu II. Štaufskému vývoj v Čechách tlumočit. Arcijáhen Beneš ovšem vyzískal (nebo si vyžádal) stvrzující listinu potvrzující nastolený stav věcí. Ta vstoupila do dějin právě jako Zlatá bula ulmská (dle místa, kde byla vydána). V ní bylo uznáno, že v českém království se právo následnictví postupuje přímo ve vládnoucí dynastii (ve smyslu vládnoucí rodiny). Tedy dědictví trůnu bylo postupováno v rámci vládnoucí rodiny vládnoucího rodu. Jednak tím bylo definitivně kodifikováno právo volby tak, že je volena vládnoucí dynastie, není-li výslovně stanoveno jinak a ne tedy král jakožto osoba. Dále tím byl zrušen (do té doby alespoň teoreticky) platný stařešinský nástupnický řád (seniorát), a to tak, že již nemohlo platit nástupnické právo nejstaršího Přemyslovce, ale pouze nejstaršího příslušníka vládnoucí rodiny. To bylo dále upraveno roku 1231 ve Zlaté bule melfské. Předně však Zlatá bula ulmská vyřadila z nároků na český trůn vedlejší větve rodu Přemyslovců, jako byli např. Děpoltici. V roce 1228 vedla k upřednostnění Václava I. před potomky Děpolta III. při nástupu na český trůn.